# Frank Fingerloos
Frank Fingerloos (* 1961) ist ein deutscher Bauingenieur.
Fingerloos absolvierte 1977 bis 1979 eine Maurerlehre und studierte 1982 bis 1986 Bauingenieurwesen an der Hochschule für Bauwesen Cottbus. Danach war er dort wissenschaftlicher Mitarbeiter in der Abteilung Flächentragwerke und Stabilitätstheorie und promovierte 1990 über nichtlineare Berechnungsmethoden im Stahlbetonbau. 1990 bis 2000 war er Projektleiter bei der Tragwerks- und Objektplanung bei Hochtief in Berlin. Ab 2000 war er beim  Deutscher Beton- und Bautechnik-Verein (DBV), wo er ab 2005 den Bereich Bautechnik leitete. 2015 wurde er Honorarprofessor an der Universität Kaiserslautern. Er ist öffentlich vereidigter Sachverständiger.
Seit 2009 ist er Mitherausgeber des Beton-Kalenders und Herausgeber der DBV Beispielsammlungen. Er ist Mitglied verschiedener Normenausschüsse wie dem zum Eurocode 2. 

## Schriften
- als Herausgeber:  DIN 1045, Tragwerke aus Beton und Stahlbeton, DBV, 3. Auflage, Stuttgart: IRB, Berlin: Beuth 2008
- als Herausgeber:  Historische technische Regelwerke für den Beton-, Stahlbeton- und Spannbetonbau : Bemessung und Ausführung, Ernst und Sohn 2009
- mit Josef Hegger, Konrad Zilch: Eurocode 2 für Deutschland : DIN EN 1992-1-1, 2. Auflage, Ernst und Sohn 2016